# Чуранов, Владимир Тимофеевич
Владимир Тимофеевич Чуранов (22 октября 1945, Невинномысск — 9 мая 2023, Москва) — советский и российский военачальник, генерал-полковник (1993). Заместитель Министра обороны Российской Федерации — начальник Тыла Вооружённых Сил Российской Федерации (1995—1997), начальник Тыла Вооружённых Сил Российской Федерации (1992—1995).

## Биография
В 1966 году окончил Вольское военное училище имени Ленинского комсомола. После окончания военного училища служил начальником вещевого и продовольственного снабжения саперного батальона, инженером по питанию школы поваров, начальником организационно-планового отделения десантно-штурмовой бригады.
С 1976 по 1979 год — слушатель Военной академии тыла и транспорта. После окончания академии назначен заместителем командира ракетной бригады по тылу, затем — заместителем командира танковой дивизии по тылу, в 1983 году — заместитель начальника тыла 1-й гвардейской армии. В 1984—1985 годах служил начальником тыла 20-й гвардейской армии. С 1985 по 1987 год — слушатель Военной академии Генерального штаба Вооружённых Сил имени К. Е. Ворошилова. С 1987 года — начальник тыла 15-й армии. С 1989 года — заместитель начальника, а с 1991 года — начальник тыла Московского военного округа.
18 июля 1992 года при формировании командного состава Вооружённых Сил Российской Федерации(официально они были созданы 7 мая 1992 года), назначен начальником Тыла Вооружённых Сил Российской Федерации. В 1993 году присвоено воинское звание генерал-полковник. 17 января 1995 года был повышен в статусе до заместителя Министра обороны Российской Федерации — начальника Тыла Вооружённых Сил Российской Федерации.
16 июня 1997 года уволен в отставку.
Награждён орденами «За военные заслуги» и «За службу Родине в Вооружённых Силах СССР» 3-й степени, медалями СССР и Российской Федерации.
Скончался 9 мая 2023 года на 78-м году жизни. Похоронен с воинскими почестями на Федеральном военном мемориале «Пантеон защитников Отечества».